# Mar Chica
O Mar Chica ("pequeno mar" em castelhano) é um dos nomes da Laguna de Nador, também chamada Sebkha Bou Areg e Rbhar Amzian, situada na costa mediterrânica do norte de Marrocos, nos arredores de Nador e do enclave espanhol de Melilla, a 68 km da fronteira com a Argélia.
De forma circular, a laguna está separada do mar por duas franjas arenosas: Boukana, com 10 km de comprimento, a norte, e Aljazeera, com 12,5 km de comprimento, a sul. Estas franjas estão separadas por uma abertura com 120 metros de largura, por onde a laguna comunica com o Mediterrâneo. Nas margens encontram-se as cidades de Nador, na margem interior, Beni Ansar (Aït Nsar) a norte, na fronteira com Melilla, e Kariat a sul.
Durante o protetorado espanol, o Mar Chica foi usado como base de hidroaviões do exército espanhol, a Base Aeronaval El Atalayón, na qual ocorreu um dos primeiros episódios da Guerra Civil Espanhola, quando em 17 de julho de 1936, o capitão Virgilio Leret, amtendo-se fiel ao governo republicano e comandou a resistência ao ssédio das forças nacionalistas durante algumas horas. A base acabaria por cair nas mãos dos sublevados e Virgilio Leret foi possivelmente o primeiro fuzilado pelos nacionalistas em 23 de julho.
Devido à sua importância para aves aquáticas, a Laguna de Nador foi declarada um sítio Ramsar, a BirdLife International catalogou-a como IBA MA006 e está na lista dos "Sítios de Interesse Biológico e Ecológicos" (SIBE), o sistema marroquino de identificação de zonas importantes para a conservação da biodiversidade e dos ecossistemas mais valiosos e mais representativos. A laguna tem sido objeto de numerosas investigações devido à sua importância  biológica, entre leas estudos de impacto ambiental por parte do Instituto da Água de Granada, devido às suas semelhanças com lagunas da costa mediterrânica espanhola.
A fraca abertura da laguna ao mar, as descargas de águas usadas sem estações de tratamento no passado, bem como a atividade industrial provocaram uma grande nível de poluição. Em 2009 foi lançado um programa em larga escala que, além da construção de vários empreendimentos imobiliários, turísticos e infraestruturas, tem como objetivo sanear e despoluir a laguna, envolvendo um orçamento de 46 mil milhões * de dirhams (c. 4,1 mil milhões * de euros; 9,5 mil milhões *), a aplicar entre 2009 e 2025. No que concerne aos aspetos ambientais, o programa prevê a abertura de uma segunda saída para o mar a fim de reforçar a renovação da água do mar e assim melhorar a qualidade da água da laguna.